# یاسمین آرمفیلد
یاسمین آرمفیلد (متولد ۱۷ دسامبر 1998) یک هنرپیشه انگلیسی است که برای بازی در نقش بکس فاولر در سریال بی‌بی‌سی ایست‌اندرز از سال ۲۰۱۴ تا ۲۰۲۰ شناخته شده است.
آرمفیلد در ساوتند، اسکس متولد شد. او در مدرسه شاه جان در ساوث بنفلیت، اسکس حضور یافت و در سپتامبر ۲۰۱۰ در آکادمی هنرهای نمایشی پائولین کویرک ویکفورد، دانش آموز شد

## فیلم‌شناسی
| سال       | عنوان       | نقش          | یادداشت                   |
| --------- | ----------- | ------------ | ------------------------- |
| ۲۰۱۴–۲۰۲۰ | ایست‌اندرز   | بیکس فاولر   | سریال معمولی              |
| ۲۰۲۱      | پزشکان      | لیلا رابرتز  | قسمت: "دهان اسب هدیه"     |
| ۲۰۲۲      | سانحه، کشته | آیوی ادواردز | قسمت: " یک در، یک بیرون " |